# Festival Paulínia de Cinema
O Festival Paulínia de Cinema é uma premiação de cinema brasileira, realizada no Theatro Municipal da cidade paulista de Paulínia (a 126 km da cidade de São Paulo) de 2008 até 2014.

## História
O Festival Paulínia é umas das inciativas do programa Paulínia Magia do Cinema, do governo municipal, que visa o desenvolvimento de uma nova atividade econômica na região, baseada no ramo cinematográfico. A mostra competitiva conta com longas-metragens brasileiros de ficção e documentários. Também são exibidos curtas-metragens nacionais e regionais. As sessões são gratuitas e abertas ao público.
O festival ocorreu de 2008 até 2014, quando uma mudança na gestão da prefeitura de Paulínia  anunciou a suspensão do festival. 

## Premiação
O vencedor do festival recebe o Troféu Menina de Ouro e prêmios em dinheiro que, somados, chegam a R$ 650 mil.

## Edição 2008
O I Festival Paulínia de Cinema foi realizado entre os dias 5 e 12 de julho de 2008, onde foram apresentados filmes nacionais inéditos - como Encarnação do Demônio, de José Mojica Marins, "Feliz Natal", de Selton Mello, e "Era uma vez...", de Breno Silveira - e produções de sucesso.
Interrupcao do premio em 2012
Em 2012 quando o ex-prefeito José Pavan Jr. decidiu retirar os recursos da competição cinematográfica e investir em outras áreas da administração pública. Depois de dois anos interrompido, a 6ª edição do Paulínia Film Festival anuncia o renascimento de uma fênix, com a missão de provar para o resto do Brasil a certeza da continuidade de uma política cultural ousada, implementada desde 2008 em um cidade de cerca de 84 mil habitantes e dona de um polo petroquímico altamente rentável.

### Premiados de 2008

#### Longa-Metragem
| Categoria                | Escolhido                             | Notas                                                                         |
| ------------------------ | ------------------------------------- | ----------------------------------------------------------------------------- |
| Melhor Filme             | Encarnação do Demônio                 | Eleito por júri oficial e crítica (de José Mojica Marins)                     |
| Melhor Direção           | Selton Mello                          | Por Feliz Natal                                                               |
| Melhor Roteiro           | Helvécio Ratton                       | Por Pequenas Histórias                                                        |
| Melhor Ator              | Paulo José                            | Por Pequenas Histórias                                                        |
| Melhor Atriz             | Cláudia Abreu                         | Por Os Desafinados                                                            |
| Melhor Ator Coadjuvante  | Ângelo Paes Leme                      | Por Os Desafinados                                                            |
| Melhor Atriz Coadjuvante | Darlene Glória e Graziella Moretto    | Por Feliz Natal (de Selton Mello)                                             |
| Melhor Ficção            | Alucinados                            | Eleito pelo público (de Roberto Santucci)                                     |
| Melhor Figurino          | Fábio Namatame                        | por Onde Andará Dulce Veiga? (de Guilherme de Almeida Prado)                  |
| Melhor Documentário      | Simonal - Ninguém Sabe o duro que Dei | Para júri oficial e popular (de Cláudio Manoel, Micael Langer e Calvito Leal) |
| Menção Especial          | Fabrício Reis, da Cia de Talentos     | Por sua atuação em Feliz Natal (de Selton Mello)                              |

#### Curta-Metragem
| Categoria               | Escolhido                                 | Notas                     |
| ----------------------- | ----------------------------------------- | ------------------------- |
| Melhor Filme            | Dossiê Rê Bordosa                         | (de Cesar Cabral)         |
| Prêmio Especial do Júri | Vida Maria                                | (de Márcio Ramos)         |
| Melhor Diretor          | Daniel Ribeiro                            | Por Café com Leite        |
| Melhor Ator             | Eduardo Melo                              | Por Café com Leite        |
| Melhor Atriz            | Ana Carolina Lima e Renata Torralba Horta | Por Espalhadas pelo Ar    |
| Melhor Roteiro          | Márcio Ramos                              | Por Vida Maria            |
| Melhor Fotografia       | Rômulo Errico                             | Por O.D. Overdose Digital |
| Melhor Montagem         | André de Campos Mello                     | Por O.D. Overdose Digital |
| Menção Honrosa          | Elke                                      | de Julia Rezende          |

#### Curta-Metragem Regional
| Categoria         | Escolhido                                  | Notas                  |
| ----------------- | ------------------------------------------ | ---------------------- |
| Melhor Filme      | A Vaca                                     | (de Marcelo Reginaldo) |
| Melhor Diretor    | Marcelo Reginaldo                          | Por A Vaca             |
| Melhor Ator       | Dirceu de Carvalho e José Ricardo Nogueira | Por Luchador           |
| Melhor Roteiro    | Marcelo Reginaldo                          | Por A Vaca             |
| Melhor Fotografia | Marcelo Mazzariol                          | Por Luchador           |
| Melhor Montagem   | Marcelo Mazzariol e Juliano Luccas         | Por Luchador           |

## Edição 2009
- LONGA-METRAGEM FICÇÃO
  - Melhor Filme - Olhos Azuis, de José Joffily.
  - Melhor Direção - Ana Luiza Azevedo, de Antes que o Mundo Acabe
  - Prêmio Especial do Júri - O Contador de Histórias, de Luiz Villaça
  - Melhor Roteiro - Paulo Halm e Melanie Dimantas, de Olhos Azuis
  - Melhor Ator - Marco Ribeiro, Paulo Mendes e Cleiton Santos, de O Contador de Histórias
  - Melhor Atriz - Cristina Lago (Olhos Azuis), Silvia Lourenço e Maria Clara Spinelli (Quanto Dura o Amor?)
  - Melhor Ator Coadjuvante - Irandhir Santos, de Olhos Azuis
  - Melhor Atriz Coadjuvante - Nívea Magno, de No Meu Lugar
  - Melhor Figurino - Rosangela Cortinhas, de Antes que o Mundo Acabe
  - Melhor Trilha Sonora - Leo Henkin, de Antes que o Mundo Acabe
  - Melhor Direção de Arte - Fiapo Barth, de Antes que o Mundo Acabe
  - Melhor Som - François Wolf, de Olhos Azuis
  - Melhor Montagem - Pedro Bronz, de Olhos Azuis
  - Melhor Fotografia - Jacob Solitrenick, de Antes que o Mundo Acabe.

- LONGA-METRAGEM DOCUMENTÁRIO
  - Melhor Documentário - Só Dez Por Cento é Mentira, de Pedro Cezar
  - Melhor Direção de Documentário - Roberto Berliner e Pedro Bronz, por Herbert de Perto

- CURTA-METRAGEM REGIONAL
  - Melhor Filme - Juliano Luccas, de Spectaculum
  - Melhor Direção - Caue Fernandes Nunes, de Quem será Katlyn
  - Melhor Roteiro - Pedro Struchi, de Prós e Contras
  - Melhor Ator - Alexandre Caetano, de Prós e Contras
  - Melhor Atriz - Roseli Silva, de Morte Corporation
  - Melhor Montagem - Caue Fernandes Nunes, de Quem será Katlyn
  - Melhor Fotografia - Marcelo Mazzariol, de Spetaculum

- CURTA-METRAGEM NACIONAL
  - Melhor Filme - Timing, de Amir Admoni
  - Melhor Direção - Érico Rassi, de Milímetros
  - Melhor Roteiro - Erico Rassi de Milímetros
  - Melhor Ator - Fábio Di Martino, de Milímetros
  - Melhor Atriz - Débora Falabella, de DoceAmargo
  - Melhor Montagem - Amir Admoni, de Timing
  - Melhor Fotografia - André Modugno, de Relicário

- PRÊMIO DA CRÍTICA
  - Melhor Filme de Ficção: Antes que o Mundo Acabe, de Ana Luiza Azevedo
  - Melhor Filme de Documentário: Moscou, de Eduardo Coutinho

- JÚRI POPULAR
  - Melhor Filme de Ficção - O Contador de Histórias, de Luiz Villaça
  - Melhor Filme de Documentário - Caro Francis, de Nelson Hoineff
  - Melhor Curta-metragem Nacional - Nesta Data Querida, de Julia Rezende
  - Melhor Curta-metragem Regional - Quem será Katlyn, de Caue Fernandes Nunes

## Edição 2010
- Premiação oficial: Filmes de longa-metragem
  - Melhor filme de ficção - 5x Favela - Agora por nós mesmos[3]
  - Melhor documentário - Leite e Ferro
  - Melhor diretor de ficção - Flavio Tambellini, por Malu de Bicicleta
  - Melhor diretor de documentário - Claudia Priscilla, por Leite e Ferro
  - Melhor ator - Marcelo Serrado, por Malu de Bicicleta
  - Melhor atriz - Fernanda de Freitas, por Malu de Bicicleta
  - Melhor ator coadjuvante - Marcio Vitto, por 5x Favela - Agora por nós mesmos
  - Melhor atriz coadjuvante - Dila Guerra, por 5x Favela - Agora por nós mesmos
  - Melhor roteiro - Rafael Dragaud, por 5x Favela - Agora por nós mesmos
  - Melhor fotografia - Gustavo Hadba, por Bróder
  - Melhor montagem - Quito Ribeiro, por 5x Favela - Agora por nós mesmos
  - Melhor som: - Miriam Biderman e Ricardo Reis, por Bróder
  - Melhor direção de arte - Alessandra Maestro, por Bróder
  - Melhor trilha sonora - Guto Graça Melo, por 5x Favela - Agora por nós mesmos
  - Melhor figurino - Marcia Tacsir, por Desenrola
  - Especial do Júri - Lixo Extraordinário, de Lucy Walker, João Jardim e Karen Harley
- Filme de curta-metragem – Nacional
  - Melhor filme - Eu Não Quero Voltar Sozinho
  - Melhor direção - Cesar Cabral, por Tempestade
  - Melhor roteiro - Daniel Ribeiro, por Eu Não Quero Voltar Sozinho
- Filme de curta-metragem – Regional
  - Melhor filme - Depois do Almoço
  - Melhor direção - Jonas Brandão, por Um Lugar Comum
  - Melhor roteiro - Elzemann Neves, por Depois do Almoço
- Júri Popular
  - Melhor longa de ficção - 5x Favela, Agora por Nós Mesmos
  - Melhor documentário - Lixo Extraordinário
  - Melhor curta-metragem nacional - Eu Não Quero Voltar Sozinho
  - Melhor curta-metragem regional - Meu Avô e Eu
- Prêmio da Crítica
  - Melhor curta-metragem - Eu Não Quero Voltar Sozinho
  - Melhor longa-metragem- Bróder

## Edição 2011
Longa-Metragem
| Categoria                     | Escolhido                                      | Notas                                                    |
| ----------------------------- | ---------------------------------------------- | -------------------------------------------------------- |
| Melhor Filme                  | Febre do Rato                                  | de Cláudio Assis                                         |
| Prêmio Especial do Juri       | Trabalhar Cansa                                | de Juliana Rojas e Marco Dutra                           |
| Melhor Direção - Ficção       | Selton Mello                                   | Por O Palhaço                                            |
| Melhor Direção - Documentário | Maíra Buhler e [[Matias Mariani                | Por Ela Sonhou Que Eu Morri                              |
| Melhor Ator                   | Irandhir Santos                                | Por Febre do Rato                                        |
| Melhor Atriz                  | Nanda Costa                                    | Por Febre do Rato                                        |
| Melhor Ator Coadjuvante       | Moacir Franco                                  | Por O Palhaço                                            |
| Melhor Atriz Coadjuvante      | Maria Pujalte                                  | Por Onde Está a Felicidade? (de Carlos Alberto Riccelli) |
| Melhor Roteiro                | Selton Mello e Marcelo Vindicatto              | Por O Palhaço                                            |
| Melhor Fotografia             | Walter Carvalho                                | Por Febre do Rato                                        |
| Melhor Montagem               | Karen Harley                                   | Por Febre do Rato                                        |
| Melhor Som                    | Gabriela Cunha, Daniel Turini e Fernando Henna | Por Trabalhar Cansa                                      |
| Melhor Direção de Arte        | Renata Pinheiro                                | Por Febre do Rato                                        |
| Melhor Trilha Sonora          | Jorge Du Peixe                                 | Por Febre do Rato                                        |
| Melhor Figurino               | Fábio Namatame                                 | por O Palhaço (de Selton Mello )                         |
| Melhor Documentário           | Rock Brasilia - era de ouro                    | de Vladimir Carvalho                                     |